# Hebron (Ohio)
Pour les articles homonymes, voir Hebron.
Hebron est un village américain situé dans le comté de Licking, dans l'Ohio. Selon le recensement de 2010, sa population est de 2 336 habitants.